# Distrito electoral 23 (condado de Monroe, Illinois)
El distrito electoral de 23 (en inglés: Precinct 23) es un distrito electoral ubicado en el condado de Monroe en el estado estadounidense de Illinois. En el Censo de 2010 tenía una población de 693 habitantes y una densidad poblacional de 14,64 personas por km².

## Geografía
Según la Oficina del Censo de los Estados Unidos, tiene una superficie total de 47.33 km², de la cual 47.09 km² corresponden a tierra firme y (0.5%) 0.24 km² es agua.

## Demografía
Según el censo de 2010, había 693 personas residiendo en el distrito electoral de 23. La densidad de población era de 14,64 hab./km². De los 693 habitantes, el distrito electoral de 23 estaba compuesto por el 98.7% blancos, el 0% eran afroamericanos, el 0% eran amerindios, el 0.58% eran asiáticos, el 0% eran isleños del Pacífico, el 0.29% eran de otras razas y el 0.43% pertenecían a dos o más razas. Del total de la población el 0.72% eran hispanos o latinos de cualquier raza.